# Edmund Wiśniewski

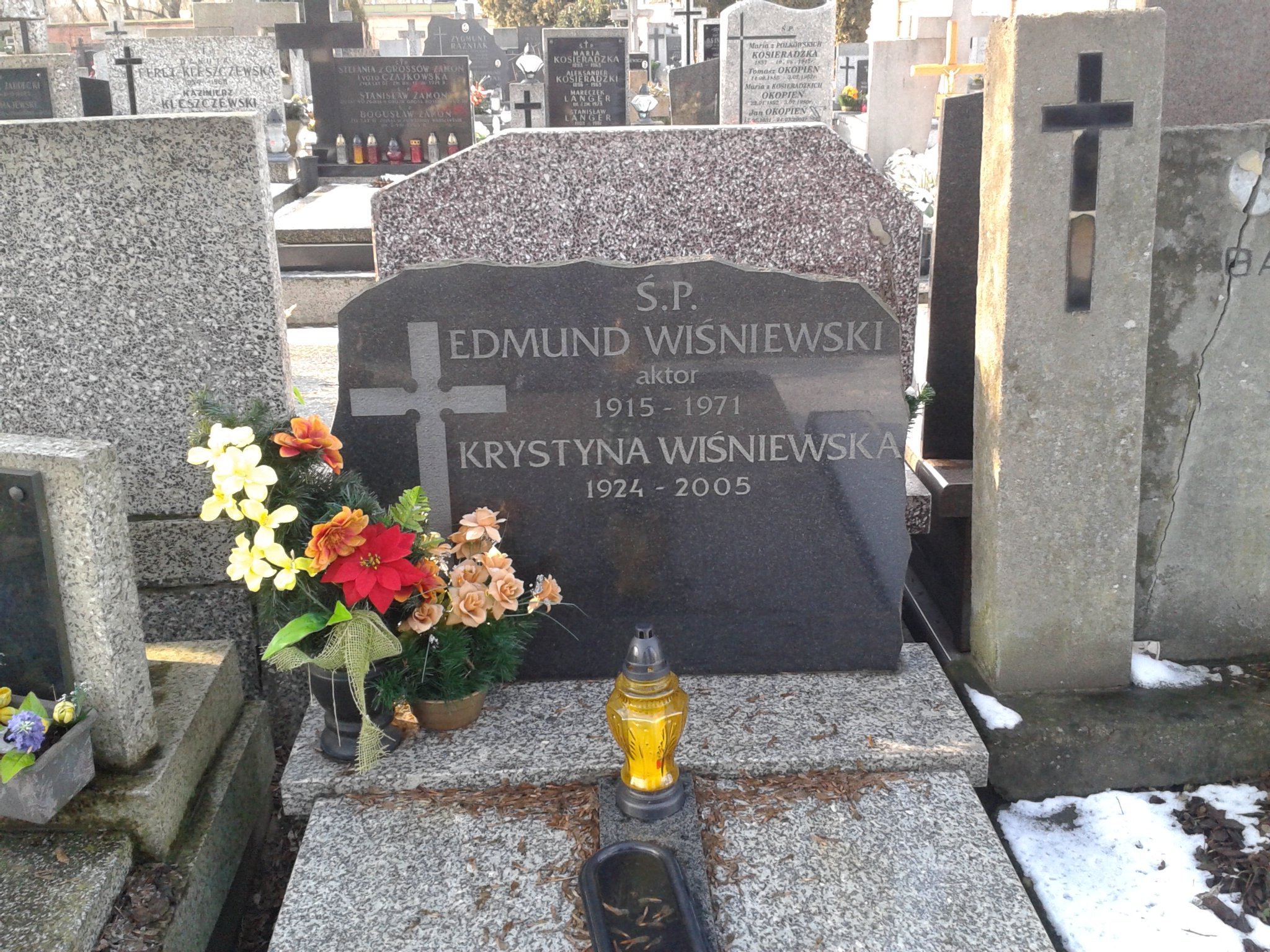
Grób Edmunda Wiśniewskiego na cmentarzu Bródnowskim w Warszawie

Edmund Wiśniewski (ur. 16 lutego 1915 w Warszawie, zm. 1 marca 1971 w Tarnowie) – polski aktor teatralny i filmowy, śpiewak.
Mimo posiadanego talentu naukę gry aktorskiej i śpiewu rozpoczął dopiero w wieku 29 lat w warszawskim Instytucie Reduty. Po rozpoczęciu działań wojennych kontynuował naukę na tajnych kompletach, oficjalnie pracując w zakładzie szewskim. W 1943 zaangażował się jako śpiewak do oficjalnie działającego teatru. W latach 1945 – 1948 dorywczo angażował się jako śpiewak występując w teatrach objazdowych. W 1948 związał się na jeden sezon z Teatrem Klasycznym w Warszawie, po roku przeszedł do Teatru Nowego, a następnie od 1950 do Teatru Syrena. Od 1955 do 1958 występował w Teatrze Powszechnym, aby w 1960 powrócić na dwa sezony do Teatru Klasycznego. W późniejszych latach nie był na stałe związany z żadną sceną. W sezonie 1970/1971 grał na scenie Państwowego Teatru Ziemi Krakowskiej, obecnie Teatr im. Ludwika Solskiego w Tarnowie.